# Simocrysa discolor
Simocrysa discolor är en skalbaggsart som beskrevs av Francis Polkinghorne Pascoe 1871. Simocrysa discolor ingår i släktet Simocrysa och familjen långhorningar. Inga underarter finns listade i Catalogue of Life.